# Nižný Lánec
Nižný Lánec (in ungherese Alsólánc, in tedesco Unter-Lanzdorf) è un comune della Slovacchia facente parte del distretto di Košice-okolie, nella regione di Košice.